# Insaponifiable
L'insaponifiable est la fraction résiduelle qui est insoluble dans l'eau (mais soluble dans les solvants organiques) après saponification. 
La teneur en insaponifiable des matières grasses est généralement de l'ordre de 0,5 à 2 %. Il s'agit d'un mélange complexe comprenant des stérols, des hydrocarbures (squalène…), des triterpènes, des alcools gras (cires), des pigments liposolubles, des vitamines, etc. Ce pourcentage peut atteindre 15 % dans le beurre de karité et 52 % dans la cire d'abeille.
La fraction insaponifiable des huiles végétales trouve des applications en cosmétique pour ses propriétés biologiques.

## Teneurs en insaponifiables
Exemples de produits selon leur teneur en insaponifiables :
- basse (< 1 %) : beurre de karité raffiné, huile d'olive, huiles raffinées ;
- haute (6-17 %) : beurre de karité non-raffiné ;
- très haute (50 % et plus) : cire d'abeille ;
- totalement insaponifiables (près de 100 %) : huile minérale, paraffine.